# Jorge Salgueiro
Jorge Manuel Oliveira Salgueiro mais conhecido por Jorge Salgueiro (Palmela, 1969) é um maestro, compositor e diretor artístico da Associação Setúbal Voz.

## Biografia
Jorge Salgueiro, maestro, compositor e diretor artístico.
É autor de mais de 300 obras entre as quais são de referir 8 sinfonias, 19 óperas, entre diversa música para orquestra, banda, coro, de câmara, para teatro, cinema, bailado e para crianças. Foi entre 2000 e 2010 compositor residente da Banda da Armada Portuguesa e membro da direção artística do grupo de Teatro O Bando entre 2000 e 2022. Atualmente é compositor residente da Foco Musical e Diretor Artístico da Associação Setúbal Voz (Coro Setúbal Voz, Ateliê de Ópera de Setúbal e Companhia de Ópera de Setúbal).

## Atuação como maestro
orquestra sinfónica de lisboa (2021-atual); companhia de ópera de setúbal (2020-atual); ateliê de ópera de setúbal (2020-atual); coro setúbal voz (2017-atual); coro sinfónico lisboa cantat (2019); pop up choir [reino unido] (2019); orquestra do teatro o bando (2000/2020); orquestra didática da foco musical (1998/2020); orquestra sinfônica da bahia [brasil] (2018); orquestra clássica da madeira (2018); coro valdeluz [madrid] (2018); orquestra sinfônica da universidade de caxias do sul [brasil] (2016); coro passarinhando [brasil] (2016); coro da escola bíblica dominical estrela da manhã [brasil] (2016); orquestra do norte (2016); coro sinfónico inês de castro (2016); orquestra sinfónica da academia de música de lagos (2015); orquestra municipal de águeda (2015); orquestra dos brinquedos de lisboa (2015); orquestra de sopros da escola superior de música de lisboa (2014); orquestra de sopros do algarve (2014); orquestra e coros do conservatório de palmela (2013/2014); orquestra clássica da academia de música de lagos (2011/2014); orquestra e coros do gabinete coordenador de educação artística da madeira (2005/2010); banda sinfónica portuguesa (2009); orquestra de bandolins da madeira (2009); banda sinfónica da guarda nacional republicana (2006); banda militar da madeira (2006); negros de luz (1995/2005); orquestra nacional do porto (2004); coros do círculo portuense de ópera (2004); orquestra e coros do conservatório de viseu (2003); coral infantil de setúbal (1992/1998); café orquestra (1993); orquestra juvenil dos loureiros (1987/1993).

## Composições
- Sinfonia n.º 1 "A Voz dos Deuses"
- Sinfonia n.º 2 "Mare Nostrum"
- Sinfonia n.º 3 "Dos Lusíadas"
- Sinfonia n.º 4 "Os Dias dos Prodígios"
- Sinfonia n.º 5 "Sinfonia dos Dias Ímpares"
- Sinfonia n.º 6 "Sinfonia Palmela"
- Sinfonia n.º 7 "Ritual de Evocação dos Elementos"
- Sinfonia n.º 8 "As Fúrias"
- Algumas obras sinfónicas para crianças: A Quinta da Amizade, A Floresta d'Água, Projeto Tartaruga, Cantata "O Conquistador".
- Óperas: Merlin, O Achamento do Brasil, Pino do Verão, A Orquídea Branca, Saga, O Salto, Quixote, Deu-La-Deu, A Coragem e o Pessimismo, O Circo do Mágico Eli, Ler E Ver Ver E Ler, Os Fantasmas de Luísa Todi, Vingança, A Nave dos Diabos, Animais Bichos e Criaturas, CARMEN (tradução para PT e reorquestração), World Opera, 2030 A Nova Ordem, Xúbis Ópera para Bebés, A Flauta Mágica para Bebés, A Casinha de Chocolate para Bebés, Leonor e Benjamim.
- Concerto para Tuba, Concerto para Violino, Concerto para Piano, Concerto para Clarinete, Concerto para Saxofone-alto, Concerto para Vibrafone, Concerto para Quarteto de Saxofones.

## Distinções
- Município de Setúbal (2022)
- Confederação Portuguesa das Coletividades de Cultura, Recreio e Desporto (2022)
- Município de Palmela (2017)
- União das Bandas de Águeda (2015)
- Sociedade Filarmónica Humanitária (2014)
- Rotary Club (2004)
- Costa Azul (2002)
- Marinha Portuguesa (1996, 2005, 2009 e 2010)
- Academia Luísa Tody (1989)
- Juventude Musical Portuguesa (1988)